# 23455 Fumi
23455 Fumi (1988 XY4) là một tiểu hành tinh vành đai chính được phát hiện ngày 5 tháng 12 năm 1988 bởi T. Nakamura ở Đài thiên văn Kiso.